# Desmoscolex vanoyei
Desmoscolex vanoyei är en rundmaskart som beskrevs av De Coninck 1943. Desmoscolex vanoyei ingår i släktet Desmoscolex och familjen Desmoscolecidae. Inga underarter finns listade i Catalogue of Life.